# Klaus Johannis
Klaus Werner Johannis (rumänska: Iohannis), född 13 juni 1959 i Sibiu, är en rumänsk politiker. Han var Rumäniens sjätte president mellan 22 december 2014 och 12 februari 2025. Han har tidigare varit partiledare för Nationalliberala partiet (PNL) samt borgmästare i Sibiu. Johannis tillhör Rumäniens tyska minoritet och är den första rumänska presidenten att komma från någon av landets minoritetsgrupper.

## Ursprung och namn
Johannis föddes i Sibius (tyska: Hermannstadt) historiska centrum som äldsta barn till Susanne Johannis och Gustav Heinz Johannis. Som många andra rumänientyskar emigrerade båda föräldrarna till Tyskland i början av 1990-talet.
Hans efternamn skrivs Johannis på tyska men Iohannis på rumänska.

## Innan politiken
Efter att ha tagit examen vid Babeș-Bolyai-universitetet 1983 arbetade Johannis som fysiklärare i Sibiu. Mellan 1997 och 1999 var han vice skolinspektör och mellan 1999 och 2000 skolinspektör i Sibiu județ.
Han är sedan 1989 gift med engelskläraren Carmen Johannis.

## Politisk karriär
Johannis påbörjade sin politiska karriär 1990 då han blev medlem i partiet Demokratiskt forum för tyskar i Rumänien (FDGR). 2001 blev han FDGR:s partiledare.

### Borgmästare i Sibiu
Johannis utsågs 2000 till FDGR:s kandidat i Sibius borgmästarval. Trots att den tyska minoriteten i staden minskat kraftigt på grund av emigration valdes han med 69,18% av rösterna och blev Rumäniens första tyska borgmästare sedan 1945. Under hans tid som borgmästare genomfördes en upprustning av Sibius infrastruktur och 2007 var staden europeisk kulturhuvudstad.

### Rikspolitiker
Efter att Emil Bocs regering fällts genom en misstroendeförklaring i oktober 2009 utsågs Johannis till premiärministerkandidat för en parlamentarisk allians bestående av PNL, Socialdemokratiska partiet, Ungerska demokratiska unionen i Rumänien samt några mindre partier. Han blev dock inte vald. 2013 blev han medlem i PNL, i vilket han utsågs till vice partiledare. 28 juni 2014 utsågs han till partiledare.
Den 11 augusti 2014 utsågs Iohannis till presidentkandidat för en nyupprättad allians mellan PNL och PDL. I valkampanjen fokuserade han på bekämpning av korruption och ett stärkt rättssystem.

### President
Johannis valdes till president den 16 november 2014 efter att ha besegrat den då sittande premiärministern Victor Ponta i en andra valomgång. Han tillträdde 21 december samma år.
Den 10 februari 2025 meddelade Johannis sin avgång som president. Hans mandatperiod hade först förlängts på grund av det uppskjutna presidentvalet 2024, men då han riskerade att ställas inför riksrätt till följd av detta valde han självmant att lämna presidentposten, vilket skedde två dagar senare.